# 奥利弗·泰勒
奥利弗·威廉·泰勒（英語：Oliver William Taylor，1938年2月19日—），生于汤斯维尔，澳大利亚男子拳击运动员。他曾代表澳大利亚参加1960年夏季奥林匹克运动会拳击比赛，获得男子54公斤级铜牌。